# Mavro Orbin
Mavro Orbin é escritor, tradutor, ideólogo e historiador. Ele é sérvio de nacionalidade, católico de religião e membro da Ordem Beneditina. Seu livro "O Reino dos Eslavos" (em latim: "Il Regno degli Slavi") influenciou fortemente a ideologia Pan-eslavismo e a historiografia em geral nos séculos seguintes.
Sua família é de Kotor. Ele se mudou para Dubrovnik em 1561. Ele cresceu em uma cidade extremamente rica em tradições espirituais, literárias e científicas para sua época. Ele se tornou um monge na tradição beneditina e viveu por algum tempo em um mosteiro na ilha de Mljet, depois foi para Ston e depois foi abade em Bačka. Ele passou os últimos anos de sua vida em sua cidade natal, Dubrovnik, onde morreu.
Mavro Orbin tem um grande problema com a Inquisição, apesar de sua absolvição. No fundo do conflito está o seu zelo nacional sérvio, escondido sob o véu do catolicismo, com o qual descreve o passado glorioso de seu povo em seu livro sobre a história dos eslavos, que é imediatamente colocado no Index Librorum Prohibitorum.